# 넥서스 5X
넥서스 5X(Nexus 5X, 코드네임 불헤드)는 LG전자와 구글이 공동 개발한 안드로이드 스마트폰이다. 넥서스 5의 후속 기종으로, 구글이 판매하고 주문자 상표 부착 생산 파트너가 제작하는 안드로이드 제품군인 구글 넥서스 시리즈 중 하나이다. 이동통신 3사(LG U+, SKT, KT)를 지원하고 마시멜로(6.0)를 탑재한 최초의 넥서스 기종이다. 색상은 검정, 쿼츠, 아이스로 3가지이며 아이스색상은 구글 스토어에서만 판매한다.

## 문제점
- 쿼츠색상의 경우 이염이 심하다고 한다.

기타 케이스를 사용 때 청바지에 넣고 다닐 경우 변색이 되고 지문 인식 부분이나 사진기에도 영향을 미치기 때문에 카본 색깔을 추천하는 분위기이다.
- 아이스 색깔은 때가 많이 탄다. 때가 너무 심하게 타서 유상으로 교체하는 사람들도 있다.
- 카본 색깔은 손이 많이 닿는 부분은 무광이 반들거리게 변해서 유광으로 되는 현상이 발생한다. 캐이스 사용 때 지문 인식 부분에만 반쩍거린다고 한다.
- 사진기 방향에 대한 잘못된 설계로 API-2를 사용하지 않고 API-1만 사용한 사진기 프로그램에서는 상, 하, 좌, 우가 반전되어 보인다.
- 선린에서 만든 충전기로 충전하면서 사용할 때 화면 터치가 오작동하는 경우가 있다. 이 문제는 충전기에서 나오는 전자파가 화면과 서로 충돌을 일으키는 것으로 충전기의 전선에 피복이 별로 없어 발생하는 현상이다. 서비스 센터에서 PN 텔레콤 제조 충전기로 교환 가능하다.
- 발열 문제 때문에 성능에 제한이 생긴다. (플라스틱 소재라 온도를 크게 느끼지 않는다)
- 스피커가 위, 아래에 하나씩 있어 스테레오 스피커라고 생각할 수 있지만 윗쪽은 통화, 아랫쪽은 통화 외의 용도이다. 물론 XDA에 위아래 스피커 모두 통화 외의 용도로 사용할 수 있게 하는 소프트웨어 개선이 있지만 안드로이드 6 마시멜로우에서만 작동하고 2 채널이 아닌 1 채널 모노 출력이다.
- G4와 V10에서 발생하는 무한 재시작이 넥서스 5X에서도 나타난다. 주로 제시되는 추정 원인은 냉납과 eMMC칩의 균열이다. 주로 1년 정도 사용시 발생하는데 1년 보증 기간이 끝나면 유상 수리인 한국과 달리 미국은 전액 환불조치를 취한다고 한다. 현재는 한국에서도 문제가 심각한 걸 인정했는지 무상 교체를 하고 있다.

## 특징
- 이동통신3사에 공식출시된 최초의 넥서스기기이다.

## 장점
- 구글에서 직접 만든 소프트웨어를 수정없이 사용하기 때문에 업데이트가 가장 빠르다.
- 구글에서 출시한 기기라 구글의 공식 지원이 끝나도 XDA의 비공식 지원이 엄청나다.
- 구글에서 팔지만 이익을 기대하고 파는 게 아니라 상대적으로 가격이 매우 저렴하다. (하지만 이 정도가 정상 가격)

## 단점
- 구글에서 만든 운영체제다보니 네비게이션, DMB등의 앱이 없다. 물론 플레이 스토어에서 설치 가능.

## 같이 보기
- 구글 넥서스
- LG전자
- 안드로이드